# 小行星2957
小行星2957（2957 Tatsuo）是一颗围绕太阳公转的小行星。1934年2月5日，卡爾·威廉·萊茵姆特在海德堡发现了此天体。
該小行星以日本天文學家山田達雄命名。
这颗小行星的绝对星等为62.93739816160657等。